# Коефіцієнт заздрості
Коефіцієнт заздрості у фінансах — це відношення ціни, яку сплачують інвестори, до ціни, яку сплачує управлінська команда за відповідні частки власного капіталу. Він використовується для розгляду можливості для викупу керівництва . Керівникам часто дозволяється інвестувати на більш низьку оцінку, щоб зробити їх власністю можливим і створити особистий фінансовий стимул для них, щоб затвердити викуп і старанно працювати на успіх інвестицій. Коефіцієнт заздрості дещо схожий на концепцію фінансового важеля ; менеджери можуть збільшити прибутки від своїх інвестицій, використовуючи гроші інших інвесторів. 

## Основна формула
{\displaystyle {\mbox{Коефіцієнт заздрості}}={{\mbox{інвестиції інвесторів / відсоток власного капіталу }} \over {\mbox{інвестиції менеджерів / відсоток власного капіталу}}}} 

## Приклад
Якщо інвестори з приватним акціонерним капіталом заплатили $ 500 млн. За 80% власного капіталу, а управлінська команда заплатила $ 60 млн. За 20%, то ER = (500/80) / (60/20) = 2.08x. Це означає, що інвестори заплатили за акцію в 2,08 рази більше, ніж менеджери. Коефіцієнт демонструє, наскільки щедрі інституційні інвестори належать до команди менеджменту - чим вище співвідношення, тим краще угода для менеджменту.
Як правило, від менеджменту слід очікувати інвестування від шести місяців до одного року валової заробітної плати, щоб продемонструвати прихильність і мати певний особистий фінансовий ризик. У будь-якій операції коефіцієнт заздрості залежить від того, наскільки зацікавлені інвестори для виконання угоди; конкуренція, з якою вони стикаються; та економічні фактори.

## зовнішні посилання
- Коефіцієнт заздрості [Архівовано 2 Травня 2017 у Wayback Machine.]
- Коефіцієнт заздрості в EVCA.com